# Singapour aux Jeux olympiques d'été de 2004
Singapour participe aux Jeux olympiques d'été de 2004 à Athènes. Il s'agit de leur 13e participation à des Jeux d'été.
La délégation singapourienne, composée de 16 athlètes, termine sans médailles.